# جنینگز لانگ
جنینگز لانگ (انگلیسی: Jennings Lang; ۲۸ مهٔ ۱۹۱۵ – ۲۹ مهٔ ۱۹۹۶) تهیه‌کننده، فیلم‌نامه‌نویس اهل ایالات متحده آمریکا بود.

## فیلم‌شناسی

### تهیه‌کننده
| - Tell Them Willie Boy Is Here (۱۹۶۹) - فریب‌خورده (۱۹۷۱) - They Might Be Giants (۱۹۷۱) - میستی را برایم پخش کن (۱۹۷۱) - سلاخ‌خانه شماره پنج (۱۹۷۲) - The Great Northfield Minnesota Raid (۱۹۷۲) - Pete 'n' Tillie (۱۹۷۲) - غریبه دشت‌های بالا (۱۹۷۳) - Charley Varrick (۱۹۷۳) - بریزی (۱۹۷۳) - فرودگاه ۱۹۷۵ (۱۹۷۴) - زمین‌لرزه (۱۹۷۴) | - The Front Page (۱۹۷۴) - Swashbuckler (۱۹۷۶) - فرودگاه ۷۷ (۱۹۷۷) - قطار هوایی (۱۹۷۷) - House Calls (۱۹۷۸) - کنکورد … فرودگاه ۷۹ (۱۹۷۹) - House Calls (۱۹۷۹، مجموعه تلویزیونی) - The Nude Bomb (۱۹۸۰) - خانم مارکر کوچک (۱۹۸۰) - Masada (۱۹۸۱، مینی‌سریال) - The Sting II (۱۹۸۳) - Stick (۱۹۸۶) |

### مجری
- میستی را برایم پخش کن (۱۹۷۱)
- تحریم آیگر (۱۹۷۵)

### فیلم‌نامه‌نویس
- کنکورد … فرودگاه ۷۹ (۱۹۷۹)

### بازیگر
- زندگی واقعی (۱۹۷۹)